# Zoubekita
La zoubekita és un mineral de la classe dels sulfurs. Rep el seu nom de Vladimir Zoubek (1903-1995), director de l'Institut d'Estudis Geològics i de l'Acadèmia Txecoslovaca de les Ciències, a Praga, República Txeca.

## Característiques
La zoubekita és un sulfur de fórmula química AgPb₄Sb₄S10. Va ser aprovada com a espècie vàlida per l'Associació Mineralògica Internacional l'any 1983. Cristal·litza en el sistema ortoròmbic. La seva duresa a l'escala de Mohs oscil·la entre 3,5 i 4. Composicionalment està relacionada amb l'owyheeïta.
Segons la classificació de Nickel-Strunz, la zoubekita pertany a «02.HC: Sulfosals de l'arquetip SnS, amb només Pb» juntament amb els següents minerals: argentobaumhauerita, baumhauerita, chabourneïta, dufrenoysita, guettardita, liveingita, parapierrotita, pierrotita, rathita, sartorita, twinnita, veenita, marumoïta, dalnegroïta, fülöppita, heteromorfita, plagionita, rayita, semseyita, boulangerita, falkmanita, plumosita, robinsonita, moëloïta, dadsonita, owyheeïta i parasterryita.

## Formació i jaciments
Va ser descoberta a Příbram, a Bohèmia Central, República Txeca. També ha estat descrita a diversos dipòsits de la localitat de Kid, a la Governació del Sinaí del Sud, a Egipte, així com a la mina Dickenson, situada al municipi de Balmer, a Ontario (Canadà). No ha estat descrita en cap altre indret en tot el planeta.